# Табет, Алаа
Алаа Табет — египетский журналист, главный редактор газеты «Аль-Ахрам» и член совета директоров Фонда «Аль-Ахрам».

## Биография
Окончил факультет экономики и политологии Каирского университета в 1992 году. В 2006 году получил диплом по специальности журналистика и редакционная администрация. Участвовал в ряде важных конференций в Канаде, Турции, США, Японии, ОАЭ и других странах.
В 1988 году, после окончания университета, начал работать журналистом в газете «Аль-Нур», а также журналистом в газете «Аль-Ватан» в Каире в 1989 году. Стал журналистом в Каирском бюро в 1990 году. В 1991 году стал журналистом и корреспондентом по образованию в «Газете Персидского залива Кувейта» и «Аль-Кабаса».
В 1991 году стал участником стратегического отчета и стратегических буклетов Аль-Ахрама. В 1994 году стал руководителем отдела образования и руководителем почтового отдела в газете «Вечер Аль-Ахрам». В 2007 году стал помощником главного редактора газеты «Вечер Аль-Ахрам». Был главным редактором «Вечер Аль-Ахрам» с апреля 2011 года по август 2012 года и с 28 июня 2014 года по 31 мая 2017 года.
В течение восьми лет он был членом Совета на двух сессиях. Он занимал должности заместителя представителя прессы, председателя дисциплинарного совета и члена регистрационного комитета.   Алаа Табет возглавлял несколько комитетов: жилищного, пенсионного, культурного и других комитетов.

## Национальное агентство печати
Алаа Табет был избран в качестве члена Национального агентства печати, принес присягу в парламенте Египта 11 апреля 2017 года. Назначение подписано президентом Египта Ас-Сиси. Подал в отставку 31 мая 2017 года.
Внес большой вклад в написание произведений для детей. Автор нескольких книг.